# Eucyrtopogon maculosus
Eucyrtopogon maculosus là một loài ruồi trong họ Asilidae. Eucyrtopogon maculosus được Coquillett miêu tả năm 1904. Loài này phân bố ở vùng Tân Bắc giới.